# NGC 3456
NGC 3456 (również PGC 32730) – galaktyka spiralna z poprzeczką (SBc), znajdująca się w gwiazdozbiorze Pucharu. Odkrył ją William Herschel 8 lutego 1785 roku.